# Hecalapona angera
Hecalapona angera är en insektsart som beskrevs av Delong och Freytag 1975. Hecalapona angera ingår i släktet Hecalapona och familjen dvärgstritar. Inga underarter finns listade i Catalogue of Life.